# محمد بن عثمان خوجة
محمد بن عثمان ، من مواليد حوالي 1710 في تونس وتوفي في منصبه عام 1791 ، وهو من الجزائر العاصمة التي حكمت من 1766 إلى 1791 . حكمه هو الأطول بين حكماء الجزائر . تتميز إدارته بالاستقرار، والشعور العظيم بالدولة والنشاط العسكري والدبلوماسي المكثف الذي يعزز قوة ريجنسي الجزائر. على وجه الخصوص، جعل مختلف الدول الأوروبية تحترم دفع الجزية اللازمة لسلامتهم للملاحة في غرب البحر المتوسط وأعلن الحرب على الدنمارك - النرويج في عام 1770.

## بداياته في الإدارة ثم وزير
بعد أن تعلم القراءة والكتابة، أصبح خوجة (سكرتير) بعد أن اشترى مكتبه في الولاية بمبلغ 1000 قطعة. مارس العديد من الحاميات قبل ترقيته إلى الحرس الشخصي للقصر. ثم يصبح خزندجي (رئيس الوزراء والكنز) من داي بابا علي الذي يعينه كخليفة له.

## استعادة هيبة الجزائر في الخارج
وخلف الداي بابا علي عام 1766 . حاولت إسبانيا الآن إقامة سلام مع إيالة الجزائر. هذه المفاوضات تؤدي فقط إلى تبادل الأسرى بين نوفمبر 1768 وفبراير 1769. أعلن محمد بن عثمان الحرب على الدنمارك والنرويج في عام 1770 ويدفع هجوم الدنماركي في الجزائر في 1772  ، ويفرض معين في بريطانيا العظمى ، و الولايات المتحدة ، و مملكة صقلية اثنين من دفع الجزية البحرية. ومع ذلك، في أعقاب فترة الهدوء هذه، تكثف أنشطة قرصان الجزائريين وتسبب ضائقة على الشواطئ الجنوبية لإسبانيا وتعطل حركة النقل البحري جزئيًا. لذلك يحاول الأسبان عملية Limpieza del Mar لإنهاء هذا الوجود في غرب البحر الأبيض المتوسط ، دون نجاح. في عام 1775 ، تم إرسال الجنرال أورايلي إلى رأس أسطول حربي لاستقبال الجزائر. داي محمد بن عثمان يلحق بهم هزيمة ثقيلة بالقرب من الحراش. في عام 1776 ، عين وكيل الخرج (الوزير المسؤول عن العلاقات الخارجية) ، سيدي حسن الذي سيفتح مع نظيره فلوريدابلانكا فترة من التقارب بين حكومتي الجزائر ومدريد.
لكن السلام مع إسبانيا ليس في صالح الداي. تجني القرصنة الكثير من الدخل، وقد يُنظر إلى المطالبة بالإفراج عن الأسير في الجزائر باعتبارها مهانة. نهاية دبلوماسية، تجد ذريعة لغياب السلام بين الإمبراطورية العثمانية وإسبانيا، وتدعوها إلى إقامة سلام مع الإمبراطورية قبل التفاوض مع نفسها لتوفير الوقت وتجنب طلب سلام لإسبانيا. في الواقع، حتى السلطان العثماني يرفض رفضًا قاطعًا التدخل في شؤون هذه المقاطعات «التي تُعتبر دولًا مستقلة». أخيرًا حصل الإسبان على firman (توصية) إلى Regities في شمال إفريقيا، والتي خطط الداعي محمد بن عثمان لرفضها. في الواقع بصرف النظر عن السند الروحي (يعتبر السلطان العثماني خليفة ومالك الأماكن المقدسة للإسلام) في وقت محمد بن عثمان، تعتزم ريجنسي لإدارة الشؤون الداخلية والخارجية بشكل مستقل.
الملك تشارلز الثالث ملك إسبانيا يقرر إعلان الحرب مرة أخرى ؛ أرسل أسرابًا تقصف الجزائر في 1783 و1784 لفرض السلام. بعد أن وجدت أن الباب العالي لا تملك سلطة على الجزائر ، سعت حكومة مدريد إلى طريقة مباشرة للتفاوض على السلام. المفاوضات صعبة و 16 يونيو 1785 ، يتم إبرام اتفاق سلام. ثم يطالب داي محمد بن عثمان في محادثات السلام بتعويض قدره 1,000,000 بيزو قوي للبعثات المختلفة. أعضاء ديوان الجزائر العاصمة (الجمعية) يحصلون أيضًا على إسناد الهدايا الدبلوماسية.

## السياسة الداخلية
على الصعيد الداخلي، تميزت فترة حكمه، الأطول بين كل الأيام، بالاستقرار. يظهر في إدارة الشؤون إحساسًا كبيرًا بالدولة. إنه مشغول باستعادة وهران ومرس الكبير تحت وصاية إسبانية. أطلق اسم الباي النشط في الغرب، محمد الكبير الذي اتهمه بأخذ هذين المكانين. كما أنه ينفذ بنجاح حملات لتهدئة المناطق النائية. كان يعرف كيف يتعامل مع العديد من الاضطرابات في القسطنطينية ، حيث قام بتسمية بك اللامع آخر، صلاح بك في 1771  توفي في 12 يوليو 1791 وحل محله خزندجي (رئيس الوزراء) سيدي حسن.

### حكومة محمد محمد بن عثمان
خزناجي، الوزير ورئيس' الوزراء المسؤول عن الخزانة العامة للدولة : سيدي حسن (1788-1791) ، حسن (1766-1788 ، تم إخلاء سبيله ثم إعدامه)
آغا المحلة، الوزير الثاني للحرب على الأرض : علي
خوجة الخيل، الوزير المسؤول عن الإيرادات من أفواج أراضي المخزن وملوك النحل والقادس. : مصطفى
بيت الملدي، مكلف بالممتلكات الشاغرة والحابسة : علي
وكيل الخرج ، وزير البحرية والعلاقات الدبلوماسية علي (1788-1791) ، سيدي حسن (1766-1788 ، فيما بعد أصبح خزندجي)
تضم الحكومة أيضًا أمناء أو كتاب عظماء : الكاتب الأول : أحمد خوجة، الكاتب الثاني : حسن، الكاتب الثالث : علي والكاتب الرابع : عاشور خوجة.

### مواضيع ذات صلة
- داي الجزائر
- الجزائر في عهد الأتراك (1514-1830)
- تاريخ الجزائر
- تاريخ ولاية الجزائر
- تاريخ الجزائر القديم والحديث
- قائمة حكام الجزائر